# Estación Aeronaval de Armas de China Lake
La Estación Aeronaval de Armas de China Lake (del inglés: Naval Air Weapons Station (NAWS) China Lake)  es una extensa instalación militar situada en California que da soporte a los programas de investigación, experimentación y evaluación de la Armada de Estados Unidos. Es parte de la llamada Región Sudoeste de la Armada, estando bajo el mando del Comandante del Comando de Instalaciones de la Armada, que inicialmente se conocía como Estación de Pruebas de Artillería Naval (Naval Ordnance Test Station (NOTS).
La instalación está localizada en la región occidental del desierto de Mojave en California, aproximadamente a 240 km al norte de Los Ángeles. Ocupando los terrenos de los siguientes tres condados: Kern, San Bernardino e Inyo, y las ciudades más cercanas a la instalación son Ridgecrest y las comunidades de Inyokern, Trona y Darwin.
China Lake es la extensión de terreno bajo propiedad superficiaria más grande de la Marina de Estados Unidos, abarcando el 85% de las dimensiones de terreno que caen bajo su jurisdicción y un 38% de tenencias en el resto del mundo para su uso en investigación, desarrollo, adquisición, experimentación y evaluación de armas y materiales de armamento. En total, sus dos polígonos y la instalación principal cubren más de 4.500 km², un área más grande que el estado de Rhode Island. Desde 2010, al menos el 95% de esos terrenos han estado sin explotar. La infraestructura, que ha alcanzado un costo de al menos 3 mil millones de dólares para la instalación, consta de 2.132 edificios e instalaciones, 529 km de carreteras pavimentados y 2.898 km de carreteras sin asfaltar.
Los 51.000 km² de espacio aéreo restringido y controlado de China Lake representan el 12% del espacio aéreo total de California. Controlado conjuntamente por la Estación Aeronaval de Armas de China Lake, la Base de Edwards y Fort Irwin, este espacio aéreo es conocido como el Complejo Aeroespacial de Uso Especial R-2508 (R-2508 Special Use Airspace Complex).
Un terremoto de magnitud 7,1 ocurrió el 5 de julio de 2019, cuyo epicentro se encontraba dentro de los límites de la Estación Aeronaval de Armas de China Lake, haciendo que la instalación fuera temporalmente evaluada como "inviable para su utilización" debido a los daños.

## Armitage Field
Todas las operaciones con aeronaves en China Lake se llevan a cabo en Armitage Field, que tiene tres pistas de aterrizaje con más de 7.900 m de pistas de rodaje. Cada año las Fuerzas Armadas de Estados Unidos realizan más de 20.000 salidas militares tripuladas y no tripuladas desde Armitage.
El personal militar extranjero también utiliza el aeródromo y el polígono para efectuar más de 1.000 operaciones de prueba y de evaluación cada año.

## Comandos inquilinos
De los 620 militares en servicio activo, 4.166 empleados civiles y 1.734 contratistas que componen la plantilla de China Lake, algunos están asignados en múltiples comandos inquilinos, incluyendo:
- División de Armas del Centro de Guerra Aeronaval
- El 9.º Escuadrón Aéreo de Pruebas y Evaluación (VX-9)
- El 31.er Escuadrón Aéreo de Prueba y Evaluación (VX-31)
- Destacamento de Aviación de los Marines
- 3.er Destacamento de Unidad Móvil de Desactivación de artefactos explosivos
- 1.ª Unidad de Experimentación y Evaluación de Desactivación de Artefactos Explosivos
- Destacamento Suroeste del Comando de Sistemas de Ingeniería de Instalaciones Navales.
- Centro de Formación de Construcción Naval de Port Hueneme (Seabees)

## Historia

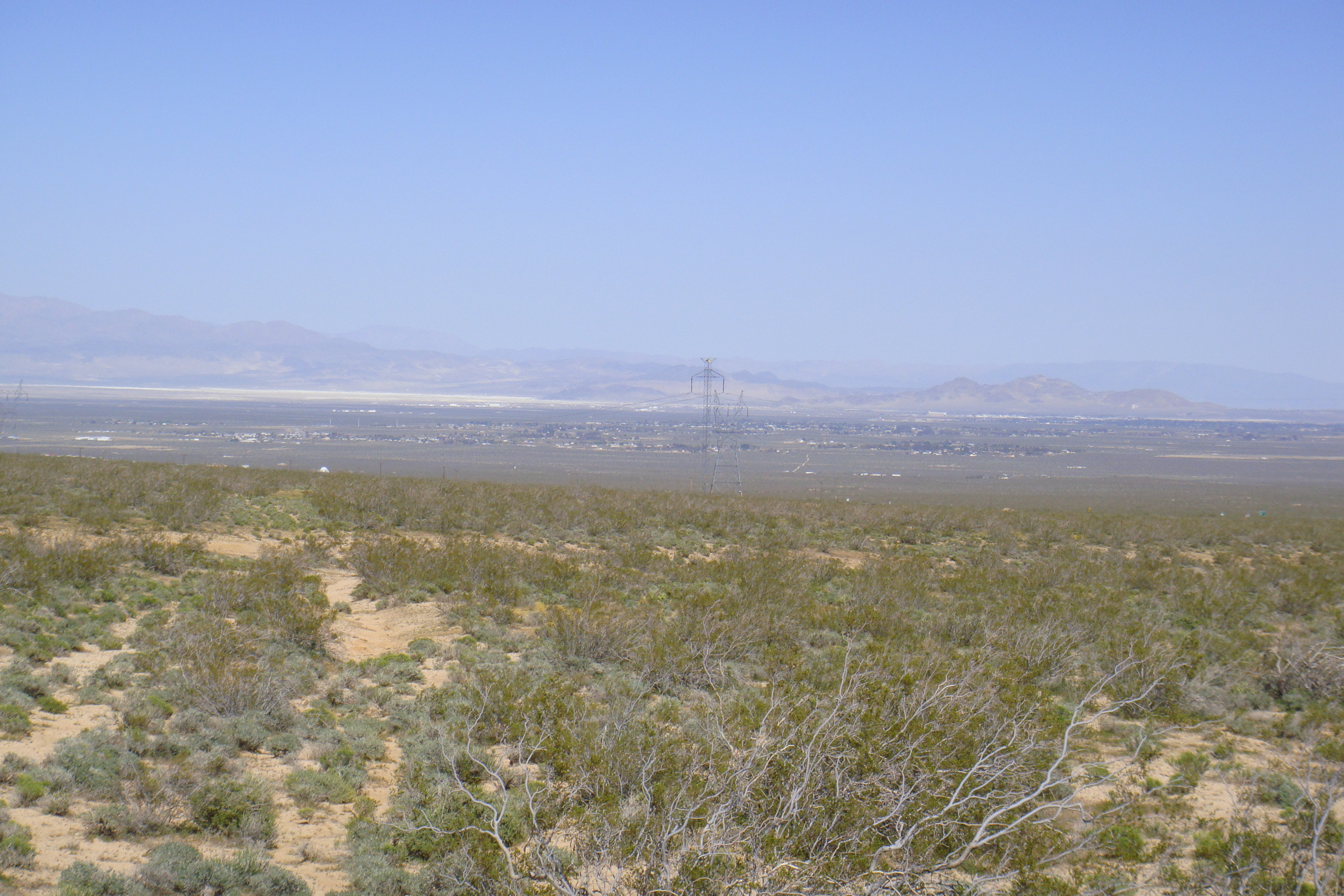
Valle de Indian Wells que muestra una panorámica de Ridgecrest (California) y el área de China Lake.

China Lake es un lago seco. Su nombre proviene de los prospectores chinos que cosechaban bórax en el lecho del lago, aproximadamente a unos 2,4 km al sur de Paxton Ranch. La operación se conocía localmente como "The Little Chinese Borax Works".

### Estación de Pruebas de Artillería Naval
En plena Segunda Guerra Mundial el Instituto Tecnológico de California (Caltech) necesitaba de instalaciones adecuadas para la realización de pruebas y evaluaciones con cohetes. Paralelamente, la Armada necesitaba un nuevo campo de pruebas para el armamento de la aviación. Charles C. Lauritsen de Caltech y posteriormente el Comandante de la Marina de Estados Unidos Sherman E. Burroughs trabajaron juntos para encontrar un lugar que satisficiera las necesidades de ambos.
A principios de 1930 la Works Progress Administration construyó un campo de aterrizaje de emergencia en el desierto de Mojave, cerca de la pequeña ciudad de Inyokern (California). Inaugurado en 1935, el campo fue adquirido en 1942 por las Fuerzas Aéreas del Ejército. En noviembre de 1943 fue transferido a la Marina, que denominó China Lake como la Estación de Pruebas de Artillería Naval (Naval Ordnance Test Station (NOTS).
La misión de la Estación de Pruebas de Artillería Naval fue definida en una carta por el Secretario de la Marina como ".... una estación que tiene como función principal la investigación, el desarrollo y la prueba con armas, y que tiene la función adicional de proporcionar formación primaria en el uso de tales armas." Las pruebas comenzaron un mes después del establecimiento formal de la estación. El vasto desierto y escasamente poblado junto con su climatología de vuelo casi perfecta y visibilidad prácticamente ilimitada, resultó ser un lugar ideal no solo para las actividades de prueba y evaluación, sino también para un establecimiento completo de investigación y desarrollo.
Durante 1944 la Estación de Pruebas de Artillería Naval trabajó en el desarrollo y experimentación de los cohetes de 89mm, 127 mm, HVAR y los Tiny Tim de 298 mm.
Los fondos del Proyecto Manhattan se utilizaron para construir un nuevo aeródromo en la Estación de Pruebas de Artillería Naval, con tres pistas de aterrizaje de 3.000 m), 2.300 m y 2.700 m de largo, cada una de 61 m de ancho para acoger al bombardero Boeing B-29 Superfortress. Se proporcionaron depósitos de combustible con una capacidad para 760.000 litros de gasolina y 76.000 litros de aceite. El aeródromo se inauguró el 1 de junio de 1945 y se llamó Armitage Field, en honor al Teniente de la Armada John Armitage, que falleció en agosto de 1944 mientras probaba un cohete Tiny Tim en la Estación de Pruebas de Artillería Naval.
El trabajo realizado por Caltech en la Estación de Pruebas de Artillería Naval para el Proyecto Manhattan, particularmente la experimentación con las formas de las bombas lanzadas desde los B-29, fue incluido como parte del llamado programa con el nombre en clave de Proyecto Camel.
En 1950 los científicos e ingenieros de la Estación de Pruebas de Artillería Naval desarrollaron el misil de intercepción aérea AIM-9 Sidewinder que se convirtió en el misil aire-aire más utilizado y replicado del mundo. Entre otros cohetes y misiles desarrollados o probados en China Lake pueden encuadrarse los siguientes: Mighty Mouse, Zuni, Shrike, HARM, Joint Stand-Off Weapon (JSOW) y el Joint Direct Attack Munition (JDAM). En junio de 1963 el presidente John F. Kennedy visitó la Estación de Pruebas de Artillería Naval para presenciar un espectáculo aéreo y ver el laboratorio de Michelson.

### Centro Naval de Armas

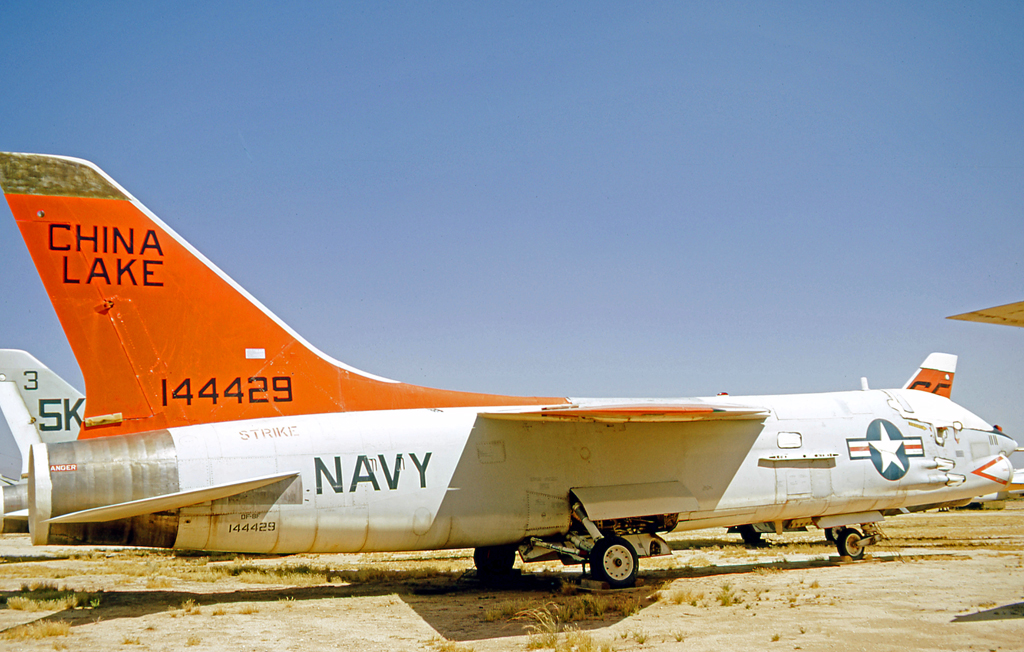
El director de drones Vought DF-8F Crusader con base en la Estación de Pruebas de Artillería Naval de China Lake.

En julio de 1967 la Estación de Pruebas de Artillería Naval de China Lake y el Laboratorio de Artillería Naval de Corona (California) pasaron a formar parte del Centro Naval de Armas. Las instalaciones de Corona se cerraron y sus funciones se transfirieron al desierto en 1971. En julio de 1979 la misión y las funciones del Polígono Nacional de Pruebas de Paracaidismo en la Instalación Aeronaval de El Centro se transfirieron a China Lake.

### Estación Aeronaval de Armas
En enero de 1992 el Centro Naval de Armas y el Centro de Pruebas de Misiles del Pacífico en Point Mugu se disolvieron y se unieron a unidades navales en la Base de Kirtland en Albuquerque y en el Polígono de Misiles de White Sands (Nuevo México) como un solo comando: la División de Armas del Centro de Guerra Aeronaval (Naval Air Warfare Center Weapons Division (NAWCWD) del Comando Aeronaval de Sistemas (Naval Air Systems Command (NAVAIR). Al mismo tiempo, la planta física en China Lake fue designada como Estación Aeronaval de Armas y se convirtió en sede de la División de Armas NAVAIR, realizando las funciones de mantenimiento de la base.
En 1982 el área comunitaria de China Lake, incluyendo la mayoría de los alojamientos de la base, fue anexada por la ciudad de Ridgecrest. En 2013 el Congreso reservó la extensión de terreno de China Lake para uso militar durante 25 años más.
En 2014 el representante de Estados Unidos Kevin McCarthy de California, presentó un proyecto de ley para designar permanentemente la propiedad de la Estación Aeronaval de Armas de China Lake para uso militar, argumentando que ahorraría dinero de los contribuyentes y mejoraría la misión de la base. El proyecto de ley adicionaría 10.000 hectáreas, incluidas aproximadamente 3.000 hectáreas que formaban parte de un campo de tiro del condado de San Bernardino, así como 7.700 hectáreas a lo largo del límite suroeste de la estación. La Oficina de Administración de Tierras dijo que las necesidades del Departamento de Defensa podrían cambiar en las próximas décadas y que es una popular zona de recreo en donde se puede pasear a caballo, acampar y cazar, también es un importante corredor de vida silvestre, especialmente para la tortuga del desierto que ha sido clasificada como especie "amenazada".
En julio de 2019 dos grandes terremotos azotaron el sur de California; ambos tuvieron epicentros dentro de los límites de la Estación Aeronaval de Armas de China Lake. El primero, el 4 de julio, un sismo de magnitud 6,4, no causó heridos en la Estación Aeronaval de Armas de China Lake, y los informes iniciales mostraron que todos los edificios estaban intactos. El segundo, un terremoto de magnitud 7.1 acaecido el 5 de julio, resultó en que la instalación fuera evaluada como "inviable para su utilización". El informe indica que los funcionarios evaluaron todos los edificios, servicios públicos e instalaciones (3.598 estructuras en total) durante 13 días después del los terremotos y los daños encontrados totalizaron 5.200 millones de dólares por perdidas. Reemplazar edificios por sí solo costaría 2.200 millones de dólares, pero los funcionarios también tuvieron que reemplazar o reparar equipamiento especializado, mobiliario, herramientas de mecanizado, activos de telecomunicaciones y otras instalaciones.

## Armas desarrolladas en China Lake

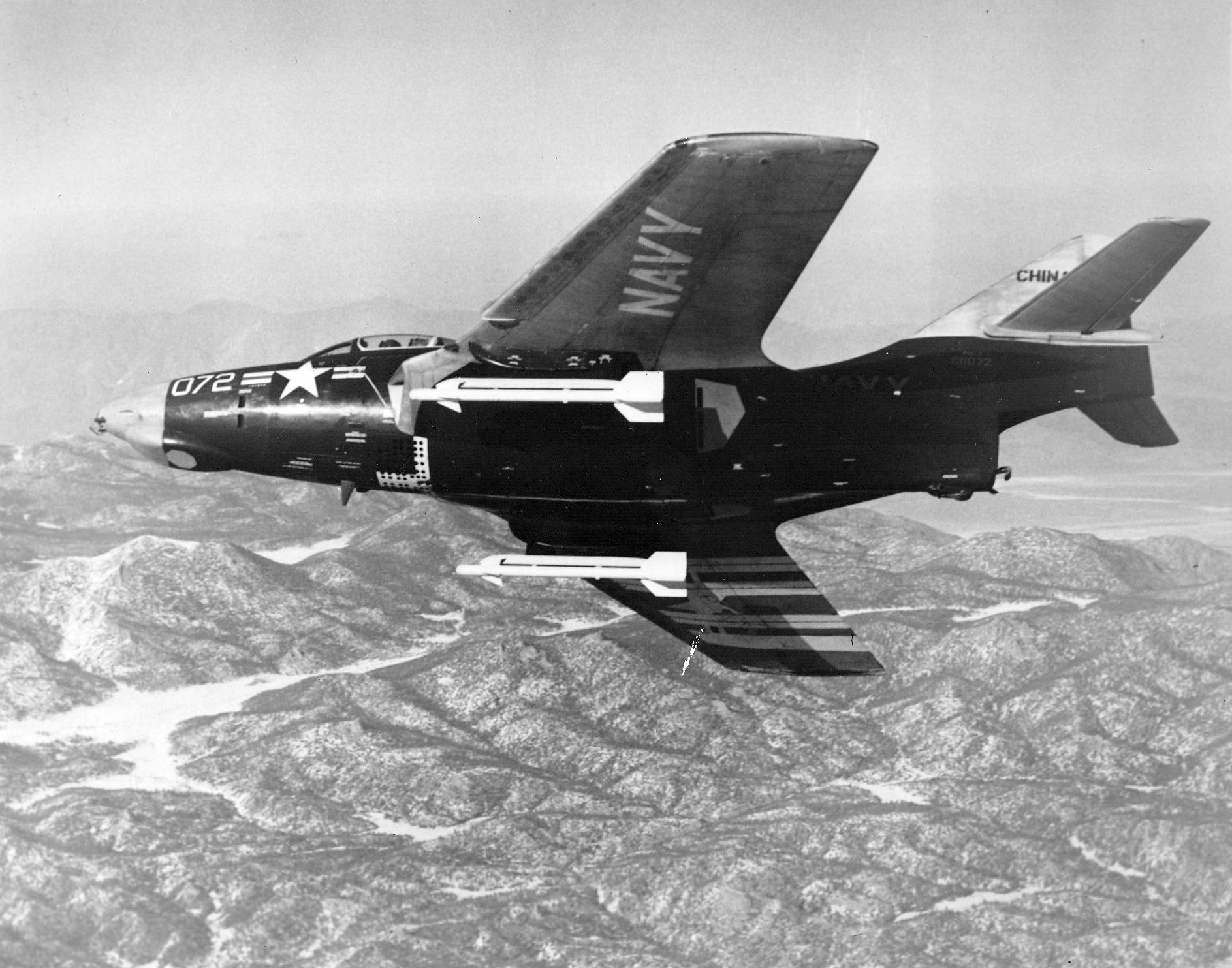
Un F9F-8 Cougar de la Marina de Estados Unidos armado con misiles AIM-9B Sidewinder. Fotografía tomada en noviembre de 1956.

- AAM-N-5 Meteor
- AIM-9 Sidewinder
- AGM-62 Walleye
- AGM-45 Shrike
- BOAR (cohete)
- Lanzagranadas China Lake
- Gimlet
- Holy Moses
- Hopin
- LTV-N-4
- Ram (cohete)
- RUR-4 Arma Alfa
- Terasca
- Tiny Tim (cohete)
- Misil Tomahawk
- SLAM-ER
- CL-20

## Medio ambiente

### Vida salvaje
La mayor parte de la tierra en el NAWS China Lake está sin desarrollar y proporciona un hábitat para más de 340 especies de vida silvestre, incluyendo caballos asilvestrados, burros asilvestrados, Big Horn Sheep y animales en peligro de extinción, como la tortuga del desierto, ardilla de tierra de Mojave y la gila bicolor de Mojave. La gila bicolor de Mojave se introdujo en el Lark Seep de China Lake en 1971. Lark Seep se alimenta de la salida de agua de una planta de tratamiento de aguas residuales situada en China Lake. Desde entonces, la población de la gila ha crecido y se ha expandido hasta alcanzar una población de unos 6.000 ejemplares en 2003. El desierto sobre el que se asienta la instalación alberga 650 tipos de plantas.[cita requerida]

### Petroglifos

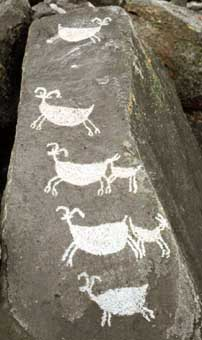
Arte rupestre del Coso sobre el borrego cimarrón.

La zona fue una vez el hogar de los Nativo Americano Pueblo Coso, cuya presencia está marcada por miles de yacimientos arqueológicos; los Coso comerciaban con otras tribus tan lejanas como el Condado de San Luis Obispo, California. Esta localidad también fue un lugar utilizado por los mineros y colonos europeos, cuyas cabañas y estructuras mineras se conservan en toda la Estación.
Los Coso Range Canyons albergan el Coso Rock Art District, un área de unos 99 millas cuadradas (256,4 km²) que contiene más de 50.000 petroglifos documentados, la mayor concentración de arte rupestre en el hemisferio norte.
Se desconoce la edad exacta de los petroglifos. Se puede inferir una amplia gama de fechas a partir de los sitios arqueológicos de la zona y de algunas formas de artefactos representados en las rocas. Los arqueólogos no se ponen de acuerdo sobre su antigüedad, pero en general se cree que la mayoría de los petroglifos tienen entre mil y tres mil años. Los diseños van desde animales hasta figuras abstractas o antropomórficas. Las opiniones varían mucho en cuanto a si los petroglifos se hicieron con fines ceremoniales, si cuentan historias para transmitir la mitología de sus creadores, o si son registros de esperanzas o éxitos de caza, símbolos de clanes o mapas.
Declarado National Historic Landmark en 1964, el arte rupestre del Pequeño Cañón de los Petroglifos permite conocer el patrimonio cultural y los conocimientos del pasado del desierto. Todo lo que se encuentra en la zona del cañón está protegido, incluidas las virutas de obsidiana y cualquier artefacto o herramienta, así como los petroglifos y la vegetación y fauna autóctonas.
El Pequeño Cañón de los Petroglifos contiene 20.000 imágenes documentadas. Está abierto al público para visitas guiadas.

### Monorraíl
Los restos del Monorraíl de las Sales de Epsom están señalizados y son visibles dentro del recinto. El raíl central, sobre el que los tractores mineros arrastraban los minerales desde la mina hasta el apartadero de ferrocarril más cercano, se apoyaba en los bastidores de madera de un caballete bajo.

### Campo geotérmico del Coso
El Campo Geotérmico del Coso se encuentra dentro de los límites de China Lake. Las centrales geotérmicas situadas allí comenzaron a generar electricidad en 1987 y fueron la primera incursión de la Marina en la producción de energía limpia a partir de la energía térmica (calor) de la tierra. La producción total anual de electricidad del yacimiento asciende a 270 megavatios (367 097,2 CV), lo que equivale a más de cuatro millones de barriles de petróleo. (Un megavatio de electricidad cubre las necesidades de aproximadamente 1400 hogares).